# Raul Klein
Raul Otávio Klein, mais conhecido como Raul Klein (Novo Hamburgo, 27 de setembro de 1932 — Novo Hamburgo, 10 de junho de 1998), foi um futebolista brasileiro que atuava como ponta-esquerda.

## Carreira
Raul Klein inicou sua carreira no Novo Hamburgo do Rio Grande do Sul, aonde é considerado um dos melhores jogadores da história do clube. Foi também no Floriano (antigo nome do EC Novo Hamburgo), que Raul foi convocado para disputar o Campeonato Pan-Americano de Futebol de 1956 pela Seleção Brasileira e, ao final, conquistando o título da competição. Foi a primeira e única vez que um jogador do Novo Hamburgo foi convocado para uma seleção principal.
Passou ainda por Fluminense e Rapid Wien da Áustria. Nos anos de 1957 a 1960 teve também atuação destacada pela Portuguesa, aonde marcou 42 gols em 108 jogos pelo clube.

## Títulos
Seleção Brasileira
- Campeonato Pan-Americano - 1956

## Jogos pela Seleção
|    | Data               | Local                                                    | Resultado | Adversário | Gols | Competição            |
| -- | ------------------ | -------------------------------------------------------- | --------- | ---------- | ---- | --------------------- |
| 1. | 1 de março de 1956 | Estádio Olímpico Universitário, Cidade do México, México | 2–1       | Chile      | 1    | Pan-Americano de 1956 |
| 2. | 6 de março de 1956 | Estádio Olímpico Universitário, Cidade do México, México | 1–0       | Peru       | 0    | Pan-Americano de 1956 |
| 3. | 8 de março de 1956 | Estádio Olímpico Universitário, Cidade do México, México | 2–1       | Suíça      | 0    | Pan-Americano de 1956 |